# Державний кордон Бахрейну

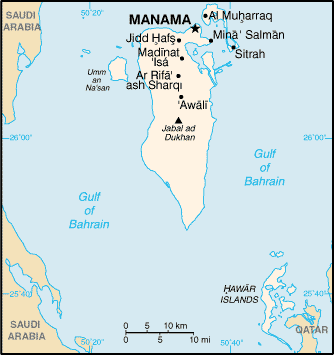
Карта Бахрейну

Державний кордон Бахрейну — державний кордон, лінія на поверхні Землі та вертикальна поверхня, що проходить по цій лінії, що визначають межі державного суверенітету Бахрейну над власними територією, водами, природними ресурсами в них і повітряним простором над ними. Бахрейн не має сухопутного державного кордону.

## Морські кордони
Бахрейн морем межує з Іраном на сході й північному сході; Катаром на півдні й південному сході; із Саудівською Аравією на заході (відстань 16 км). Бахрейн омивається водами Перської затоки Індійського океану. Загальна довжина морського узбережжя 161 км. Згідно з Конвенцією Організації Об'єднаних Націй з морського права (UNCLOS) 1982 року, протяжність територіальних вод країни встановлено в 12 морських миль (22,2 км). Прилегла зона, що примикає до територіальних вод, в якій держава може здійснювати контроль необхідний для запобігання порушень митних, фіскальних, імміграційних або санітарних законів простягається на 24 морські милі (44,4 км) від узбережжя (стаття 33). Континентальний шельф — поширюється на усе морське дно у міжнародно визначених кордонах.